# Kulbhushan Kharbanda
Kulbhushan Kharbanda (Hasan Abdal, 21 ottobre 1944) è un attore indiano.
Ha recitato in svariati film di Bollywood, ma deve la sua fama all'aver preso parte a tutta la trilogia degli elementi di Deepa Mehta, composta da Fire, Earth e Water - Il coraggio di amare.

## Filmografia parziale
- Chann Pardesee, regia di Chitraarth (1980)
- Chakra, regia di Rabindra Dharmaraj (1981)
- Prem Rog, regia di Raj Kapoor (1982)
- Swami Dada, regia di Dev Anand e T.K. Desai (1982)
- Ghayal, regia di Rajkumar Santoshi (1990)
- Sam & Me, regia di Deepa Mehta (1991)
- Jo Jeeta Wohi Sikandar, regia di Mansoor Khan (1992)
- New Delhi Times, regia di Romesh Sharma (1986)
- Fire, regia di Deepa Mehta (1996)
- Maachis, regia di Gulzar (1996)
- Border, regia di J. P. Dutta (1997)
- Gupt: The Hidden Truth, regia di Rajiv Rai (1997)
- Earth, regia di Deepa Mehta (1998)
- China Gate, regia di Rajkumar Santoshi (1998)
- Monsoon Wedding - Matrimonio indiano (Monsoon Wedding), regia di Mira Nair (2001)
- Lagaan - C'era una volta in India (Lagaan: Once Upon a Time in India), regia di Ashutosh Gowariker (2001)
- Bollywood/Hollywood, regia di Deepa Mehta (2002)
- Water - Il coraggio di amare (Water), regia di Deepa Mehta (2005)
- Fight Club - Members Only, regia di Vikram Chopra (2006)
- Lage Raho Munna Bhai, regia di Rajkumar Hirani (2006)
- Umrao Jaan, regia di J. P. Dutta (2006)
- Manorama Six Feet Under, regia di Navdeep Singh (2007)
- La sposa dell'imperatore (Jodhaa Akbar), regia di Ashutosh Gowariker (2008)
- Khatta Meetha, regia di Priyadarshan (2010)
- Haider, regia di Vishal Bhardwaj (2014)
- Brothers, regia di Karan Malhotra (2015)